# Daniel de la Cruz
Daniel Isai de la Cruz de la Cruz (ur. 6 marca 2004 w Quito) – ekwadorski piłkarz występujący na pozycji prawego obrońcy, od 2024 roku zawodnik LDU Quito.
Jego ojciec Ulises de la Cruz również był piłkarzem.